# Étienne Molard
Pour les articles homonymes, voir Molard.
Étienne Molard, né le 29 mars 1761 à Lyon où il est mort le 6 mars 1825, est un professeur de grammaire et de latin.

## Biographie
En 1805, il fut nommé directeur de l’école secondaire communale du Midi. Toute sa vie fut employée à l’enseignement. Il se maria trois fois, et eut quatorze enfants. On cite de lui : Lyonnoissismes, ou recueil d’expressions vicieuses usitées à Lyon ; Lyon, 1792, in-8° : cet ouvrage, qui a eu cinq éditions, dont les dernières portent le titre de Dictionnaire grammatical du mauvais langage ou Recueil des expressions et des phrases vicieuses usitées en France, et notamment à Lyon (1805) et Dictionnaire du mauvais langage (1813, in-8°), a été l’objet de deux brochures publiées en 1810 ; Discours sur les devoirs des instituteurs, prononcé à l’ouverture de l’école secondaire du Midi, in-8° ; Épître en vers à ma fille, à l’époque de son mariage, lue à l’Académie de Lyon, 1808.

## Publications
- Lyonnoisismes, ou Recueil d’expressions vicieuses usitées à Lyon, employées même quelquefois par nos meilleurs écrivains, auxquelles on a joint celles que la raison a consacrées, Lyon, Chez l’auteur, 1792, in-8° de 50 p., avec un supplément à la première partie, de 4 p. et un supplément à la seconde partie, de 8 p.Ouvrage réédité en 1803 sous le titre de Dictionnaire grammatical du mauvais langage, ou, Recueil des expressions et des phrases vicieuses usitées en France, et notamment à Lyon à Lyon chez C.F. Barret.
- Discours prononcé à l’ouverture de l’École secondaire du Midi, sur les devoirs des instituteurs, Lyon, Ballanche père et fils, an XIII, in-8°.
- Épître en vers à ma fille, à l’époque de son mariage, lue à l’Académie de Lyon, en 1808, in-8°.

## Sources
- Notice biographique (GoogleLivres) ERREUR DE REFERENCE !